# Mateo Llarena
Mateo Llarena (26 de febrero de 2004), es un piloto de automovilismo guatemalteco-italiano. Actualmente compite en el Campeonato Italiano de GT, en la categoría GT3 Pro Cup con el equipo Vincenzo Sospiri Racing.

## Carrera

### Inicios
En la época en el que el disputaba competencias de karting, Llarena se coronó campeón de la Guatemalan Championship, esto en la categoría Cadet 60cc, en los años 2014 y 2016, con el equipo Mazzotti Corse. En 2019 logró dos títulos Nacionales, adicionales.

### FIA Nacam Fórmula 4
En 2018, Llarena sería invitado para participar en el Campeonato NACAM de Fórmula 4 con Telcel RPL Racing, donde su mejor resultado sería un séptimo lugar en la ronda soporte del Fórmula 1 Gran Premio de México disputada en el Autódromo Hermanos Rodríguez.

### Porsche Mobil 1 Supercup
En 2019, Llarena recibió una invitación de Porsche AG para participar en la Porsche Supercup de 2020. Compitió para el equipo alemán MRS GT-Racing. Terminó décimo séptimo en la general del campeonato, logrando como mejor resultado un décimo cuarto lugar en Barcelona.  Mateo posee el Record Guinness Mundial, como el piloto más joven de la historia del serial en participar y obtener puntos, con tan solo 16 años.

### Resistencia

#### 2021
Llarena sería anunciado por Performance Tech Motorsports para competir en la IMSA SportsCar Championship en la categoría LMP3, compitiendo en las 24 Horas de Daytona, las 12 Horas de Sebring y las 6 Horas de Watkins Glen, pista  en donde consiguió una pole en la segunda carrera sprint disputada en el Watkins Glen International.  Es la Pole Position más joven de la historia de IMSA Weathertech Championship, con 17 años.  Certificación de Record Guinness Mundial.  
Nombrado como parte del programa de jóvenes talentos de la marca Lamborghini, se convirtió en Lamborghini GT3 Junior driver 2021-2022.  

#### 2022
Llarena sería anunciado inicialmente para la IMSA SportsCar Championship de 2022 con T3 Motorsport North America, equipo con quien compitió las 24 Horas de Daytona, a bordo de un Lamborghini Huracán GT3 Evo y la segunda ronda con el  equipo NTE Sport/SSR, con quien disputó las 12 Horas de Sebring.  Lamborghini GT3 Junior driver 2022-2023.

## Resumen de carrera
| Temporada | Categoría                                           | Equipo                       | Carreras     | Victorias    | Poles        | VR           | Podios       | Puntos       | Pos.         |
| --------- | --------------------------------------------------- | ---------------------------- | ------------ | ------------ | ------------ | ------------ | ------------ | ------------ | ------------ |
| 2018      | Toyota Yaris Cup Guatemala - Amateur                | Toyota Racing Guatemala      | 9            | 2            | 1            | 2            | 3            | 77           | 10.º         |
| 2018-19   | Campeonato NACAM de Fórmula 4                       | Telcel RPL Racing            | 11           | 0            | 0            | 0            | 0            | 18           | 13.º         |
| 2019      | Campeonato Nacional Guatemalteco - GT4              | Team Gulf Oil                | 9            | 5            | 3            | 9            | 8            | 77           | 1.º          |
| 2019      | Trigon Trophy Super GT Series                       | TLM Racing                   | 1            | 0            | 0            | 0            | 0            | 23           | 17.º         |
| 2019      | Porsche GT3 Cup Trophy Argentina                    | Porsche Motorsports          | 1            | 0            | 0            | 0            | 0            | 0            | NC           |
| 2020      | FARA USA - LMP3                                     | 1 Third Racing               | 4            | 4            | 4            | 0            | 0            | 0            | 1.º          |
| 2020      | GT Challenge de Las Americas                        | Gulf Oil                     | 1            | 0            | 0            | 0            | 1            | 0            | 3.º          |
| 2020      | Porsche Supercup                                    | MRS GT-Racing                | 8            | 0            | 0            | 0            | 0            | 4            | 18.º         |
| 2021      | Campeonato Italiano de GT Sprint - GT3 Pro-Am Cup   | Imperiale Racing             | 7            | 0            | 0            | 0            | 1            | 44           | 6.º          |
| 2021      | IMSA SportsCar Championship - LMP3                  | Performance Tech Motorsports | 5            | 0            | 1            | 0            | 0            | 838          | 13.º         |
| 2022      | Campeonato Italiano de Resistencia GT - GT3 Pro Cup | Imperiale Racing             | 3            | 0            | 1            | 0            | 3            | 0            | 3.º          |
| 2022      | IMSA SportsCar Championship - GTD                   | T3 Motorsport North America  | 2            | 0            | 0            | 0            | 0            | 397          | 44.º         |
| 2022      | IMSA SportsCar Championship - GTD                   | NTE Sport/SSR                | 1            | 0            | 0            | 0            | 0            | 397          | 44.º         |
| 2023      | Campeonato Italiano de GT - GT3 Pro Cup             | Vincenzo Sospiri Racing      | Disputándose | Disputándose | Disputándose | Disputándose | Disputándose | Disputándose | Disputándose |
| Fuente:   |                                                     |                              |              |              |              |              |              |              |              |

## Resultados

### Porsche Supercup
(Clave) (negrita indica pole position) (cursiva indica vuelta rápida puntuable)

| Año  | Escudería     | 1      | 2      | 3      | 4      | 5      | 6      | 7      | 8      | Pos. | Puntos |
| ---- | ------------- | ------ | ------ | ------ | ------ | ------ | ------ | ------ | ------ | ---- | ------ |
| 2020 | MRS GT-Racing | SPI 19 | SPI 24 | BUD 15 | SIL 19 | SIL 18 | BAR 14 | SPA 19 | MNZ 24 | 18.º | 4      |